# Alexandru Balaban

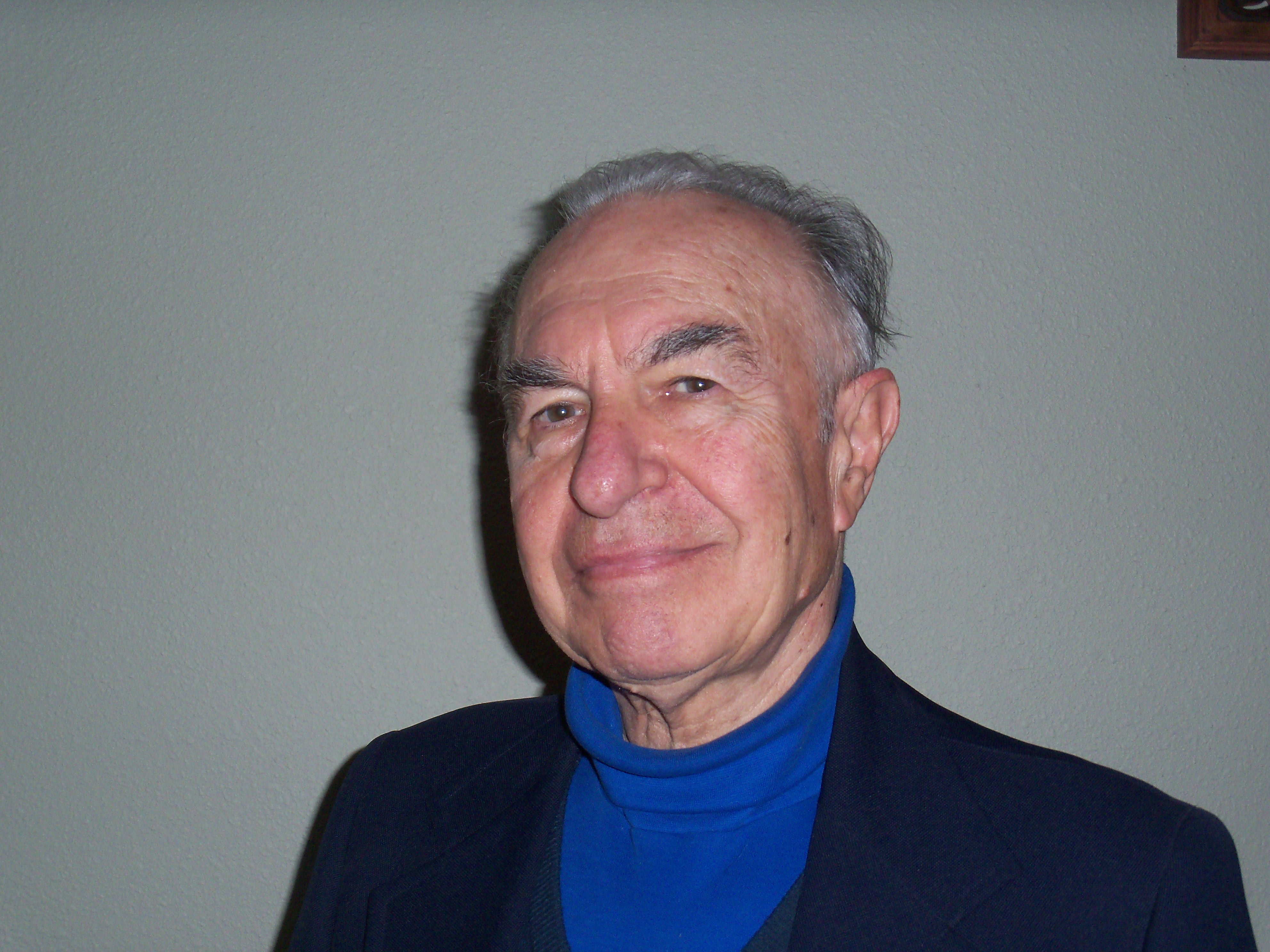
Alexandru Balaban, 2010

Alexandru Teodor Balaban (* 2. April 1931 in Reșița) ist ein rumänischer Chemiker. Er ist bekannt für seinen Beitrag zur chemischen Graphentheorie.

## Leben
Balaban wurde in Reșița geboren und zog 1935 mit seinen Eltern in die rumänische Hauptstadt Bukarest. Nach Kriegsende ließ sich die Familie in Petroșani nieder, wo Balaban vier Jahre lang das Gymnasium besuchte. Von 1949 bis 1956 studierte er industrielle Chemie an der Polytechnischen Universität Bukarest, wo er von Costin D. Nenițescu (1902–1970) in organischer Chemie unterrichtet wurde. 1955 heiratete Balaban eine ehemalige Kommilitonin, die als Forscherin an einem chemischen Institut arbeitete und mit der er 1958 einen Sohn und 1966 eine Tochter bekam.
Parallel zu seiner Tätigkeit als Assistenzprofessor im Fachbereich für Organische Chemie von Costin D. Nenițescu arbeitete Balaban ab 1956 in dem neu gegründeten Institut für Atomphysik in der Nähe von Bukarest. 1963 war er der zweitjüngste Wissenschaftler in der fast hundertjährigen Geschichte der Rumänischen Akademie, der zum korrespondierenden Mitglied dieses Forums ernannt worden war. Nach mehreren Veröffentlichungen in internationalen Fachzeitschriften erhielt Balaban 1967 das Angebot, in der Chemieabteilung der Internationalen Atomenergie-Organisation in Wien für drei Jahre als Forscher zu arbeiten. 1971 kehrte er als Professor für Organische Chemie an die Polytechnische Universität Bukarest zurück, nachdem Margareta Avram die Leitung des Lehrstuhls von dem im Sommer 1970 verstorbenen Costin D. Nenițescu übernommen hatte. Bis 1989 veröffentlichte Balaban zahlreiche Schriften als Co-Autor und durfte an einigen internationalen Konferenzen teilnehmen.
1989 erhielt er eine Einladung für sechs Monate als Gastdozent an der Universität Leipzig, doch bereits nach zwei Monaten musste er gemeinsam mit seiner Frau nach Rumänien zurückkehren und konnte die Zusammenarbeit erst 1990 nach der Wende fortsetzen. 1991 wurde Balaban für drei Monate an die Virginia Commonwealth University in Richmond  berufen, denen drei weitere Monate an der Texas A&M University in Galveston folgten. 1994 ehrte ihn die Division of Chemical Information der American Chemical Society mit dem Herman Skolnik Award.
Von 1995 bis 1998 war Balaban einer der vier Vizepräsidenten der Rumänischen Akademie. Anschließend kehrte er zur Texas A&M University nach Galveston zurück und erhielt 2001 als 70-Jähriger eine Stelle als Professor auf Lebenszeit. 2001 ernannte ihn die Ungarische Akademie der Wissenschaften zu ihrem Ehrenmitglied und von 2005 bis 2007 war er der erste Präsident der in Dubrovnik neu gegründeten International Academy of Mathematical Chemistry. Zwischen 2006 und 2010 verbrachte Balaban einige Monate im Jahr in Slowenien, wo er an der Universität Ljubljana an der Erforschung von Umweltproblemen mitwirkte.

## Schriften
- Steric fit in quantitative structure-activity relations. Berlin; New York. 1980.
- Metateza olefinelor și polimerizarea prin deschidere de inel a cicloolefinelor. București. 1981.
- Pyrylium salts: Syntheses, reactions, and physical properties. New York. 1982.
- Labelled compounds and radiopharmaceuticals applied in nuclear medicine. București; New York. 1986.
- Annulenes, benzo-, hetero-, homo-derivatives and their valence isomers. Boca Raton. 1987.
- Fotostabilizarea polimerilor cu amine împiedicate steric. București. 1990.
- Costin D. Nenițescu: Viața și opera. București. 1995. (Mircea D. Banciu)
- Topological indices and related descriptors in QSAR and QSPR. Amsterdam. 1999. (James Devillers)